# کالیو کیسک
کالیو کیسک (استونیایی: Kevade; ۳ دسامبر ۱۹۲۵ – ۲۰ سپتامبر ۲۰۰۷) بازیگر، کارگردان فیلم، سیاستمدار و نماینده مجلس اهل استونی بود. وی بین سال‌های ۱۹۵۳ تا ۲۰۰۷ میلادی فعالیت می‌کرد.
وی همچنین برندهٔ جوایزی همچون نشان پرچم سرخ کار شده‌است.